# دیرک اندرس
دیرک اندرس (انگلیسی: Dirk Anders؛ زادهٔ ۲۶ سپتامبر ۱۹۶۶) بازیکن فوتبال اهل آلمان است.
از باشگاه‌هایی که در آن بازی کرده‌است می‌توان به باشگاه فوتبال لوکوموتیو لایپزیگ، باشگاه فوتبال گروتر فورث، باشگاه فوتبال کایزرسلاوترن، باشگاه فوتبال دینامو برلینر، باشگاه فوتبال کمنیتس، باشگاه فوتبال دویسبورگ، و باشگاه فوتبال مانهایم اشاره کرد.